# کوهونا، ویکتوریا
کوهونا (به انگلیسی: Cohuna) یک شهرک در استرالیا است که در ویکتوریا (استرالیا) واقع شده‌است.

## جستارهای وابسته

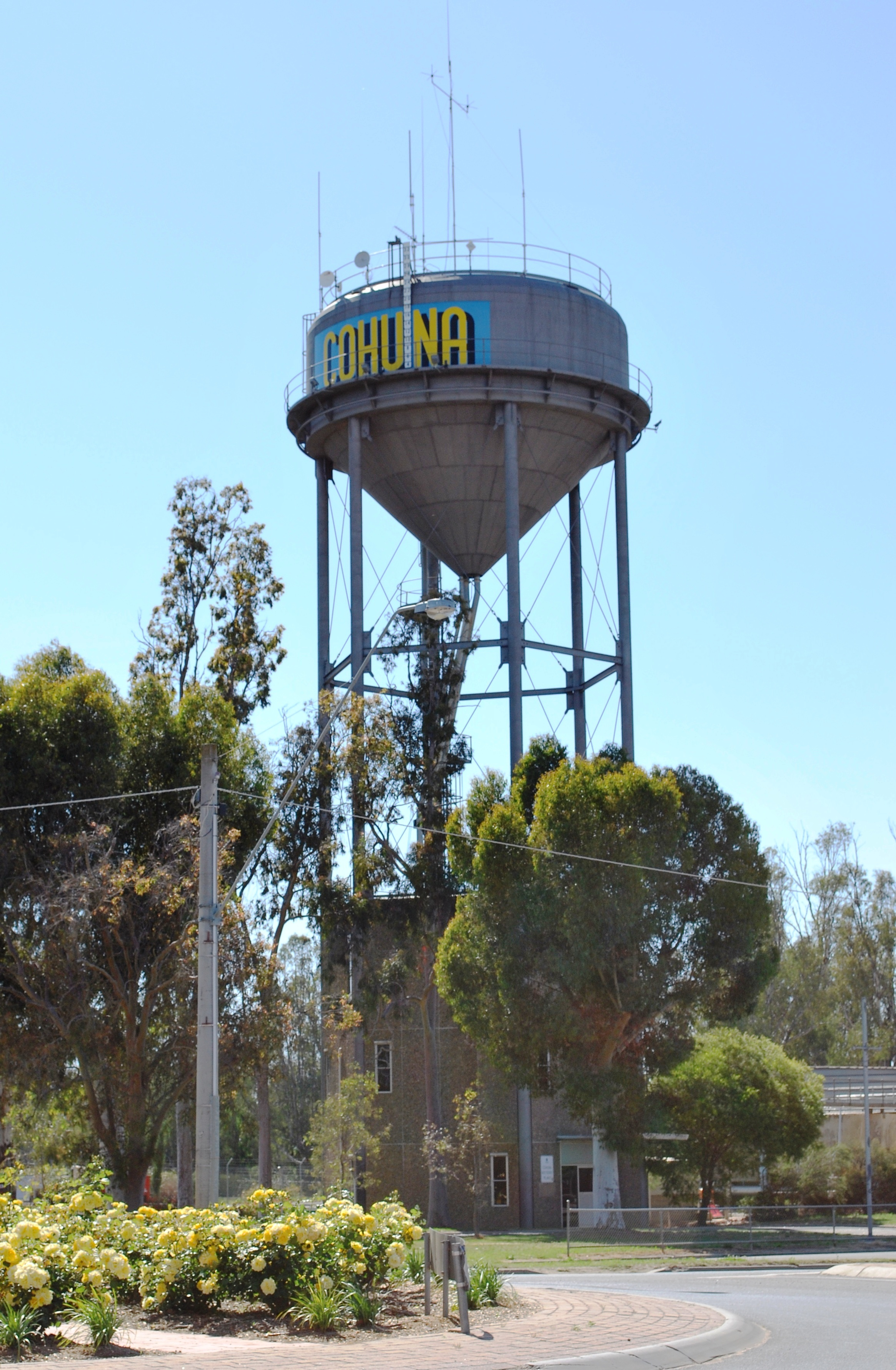
منبع آب کوهونا